# Kammerbergsklinge
Die Kammerbergsklinge ist eine über einen halben Kilometer lange Waldklinge im baden-württembergischen Hohenlohekreis in der Gemarkung der Stadt Niedernhall. Der südwestwärts fließende, über einen Kilometer lange und unbeständige Bach, der längstenteils auf ihrem Grund verläuft, mündet zuletzt in der Gemarkung der Stadt Forchtenberg desselben Kreises von rechts in die untere Kupfer. 

## Geographie

### Verlauf
Der Bach durch die Kammerbergsklinge beginnt seinen Lauf etwa 0,7 km westnordwestlich des Niedernhaller Wohnplatzes Hermersberg im Höhenwald zwischen den Gewannen Goldberg und Kammerberg. Er fließt in kleinen Mäandern durchweg südwestwärts, linksseits von einem meist deutlich weniger als 50 Meter entfernten Wirtschaftsweg begleitet, auf dem ein Wanderweg verläuft.
Nach knapp der ersten Hälfte des Laufes schneidet sich der Bach tiefer in die Kammerbergsklinge ein, in der er bis drei Meter breit ist und sein Grund oft felsig oder von Steinblöcken übersät. An deren Beginn wendet sich auch der Wald- und Wanderweg linksseits aus der Talkerbe heraus. Am Klingenende quert der Bach noch die schmale Talaue des Flusses, in der eben der Wald endet und die offenen, nun zur Stadt Forchtenberg gehörenden Herrenwiesen beginnen. Dann fließt er, weniger als hundert Meter unterhalb des Schwarzen Stegs, auf dem der oben genannte Wanderweg den Fluss quert, von rechts und auf etwa 199 m ü. NHN der in ihrem Schotterbett laufenden unteren Kupfer zu.
Der Bach mündet nach 1,1 km langem Lauf mit mittleren Sohlgefälle von etwa 130 ‰ rund 151 Höhenmeter unterhalb seines Laufbeginns. Er führt nur zeitweilig Wasser und hat keine bedeutenden Zuflüsse.

### Einzugsgebiet
Die Kammerbergsklinge hat ein etwa 0,5 km² großes Einzugsgebiet und gehört zum Ohrnwaldriedel genannten Teil des Unterraums Westliche Kocher-Jagst-Ebenen des Naturraums der Kocher-Jagst-Ebenen. Der höchste Punkt liegt an der Nordostspitze auf einer etwa 370 m ü. NHN erreichenden Flurkuppe nördlich von Hermersberg.
Dort gehören recht kleine Äcker- und Wiesenanteile zu ihm, der bei weitem größten Flächenanteil besteht jedoch aus Wald, in dem vor allem Buchen, aber auch einige andere Laubbäume stehen. Fast das ganze Einzugsgebiet liegt in den Grenzen der Stadt Niedernhall, nur ein winziger Gebietszwickel in der Kupferaue zur Stadt Forchtenberg. Besiedlung gibt es nirgends.
Hinter dem rechtsseits im Nordwesten den Tal- und dann Klingeneinschnitt begleitenden Kammerberg fließt der Bächbergklingenbach zur Kupfer wenig abwärts des Bachs durch die Kammerbergsklinge, hinter dem linksseits im Südwesten sich kupferwärts erstreckenden Goldberg ein weiterer solcher Waldklingenbach, der oberhalb in den Fluss mündet. Hinter einem kürzeren Stück östlicher Wasserscheide Hermersberg zu liegt das Quellgebiet eines Zuflusses zum Zimmerbach, der noch weiter aufwärts die Kupfer speist.

## Geologie
Im überwiegenden höheren Teil des Einzugsgebietes, oberhalb und beidseits des Baches vor seinem Klingeneintritt und noch weiter kupferwärts auf den sie begleitenden höheren Spornteilen des Goldbergs und des Kammerbergs steht der Lettenkeuper (Erfurt-Formation) an. Die Kammerbergsklinge selbst liegt überwiegend im Oberen Muschelkalk, ihr unterster Teil im Mittleren Muschelkalk.
Am Ostrand des Einzugsgebietes bedecken Teile einer Lösssedimentinsel aus dem Quartär den Lettenkeuper. Fast der ganze Bachlauf verläuft in einem schmalen holozänen Schwemmlandband, auf die Kupfertalaue hat der Bach dann einen kleinen Schwemmkegel geschüttet.
Der Muschelkalk im Einzugsgebiet ist verkarstet, wie zwei ansehnliche Dolinen in der Talmulde oberhalb des Laufbeginns zeigen, die höhergelegene am Waldrand bei Hermersberg und die andere kurz vor dem Laufbeginn ebenfalls nahe am begleitenden Waldweg, beide liegen landschaftstypisch noch etwas über dem Muschelkalk im Lettenkeuper.
Die Nebelloch-Doline, auch Warmes Loch genannt, in tieferer Lage rechtsseits der Klinge am Kammerberg schließt eine langgestreckte, aber nur wenige Dezimeter breite Kluft im Oberen Muschelkalk auf.

## Natur und Schutzgebiete
Das Landschaftsschutzgebiet Kupfertal umfasst auch den Talgrund und die Hänge der Kammerbergsklinge, nicht jedoch das höhere Einzugsgebiet oberhalb.

## Tourismus
Der Georg-Fahrbach-Weg, ein Weitwanderweg des Schwäbischen Albvereins, läuft auf seiner Etappe zwischen Niedernhall und Öhringen auf dem den Bach begleitenden Waldweg und quert dann auf dem Schwarzen Steg die Kupfer wenig oberhalb der Bachmündung.

### LUBW
Amtliche Online-Gewässerkarte mit passendem Ausschnitt und den hier benutzten Layern: Bachlauf durch die Kammerbergsklinge und deren Einzugsgebiet

Allgemeiner Einstieg ohne Voreinstellungen und Layer: Daten- und Kartendienst der Landesanstalt für Umwelt Baden-Württemberg (LUBW) (Hinweise)
1. 1 2 3  Höhe nach dem Höhenlinienbild auf dem Hintergrundlayer Topographische Karte.
2. ↑  Länge nach dem Layer Gewässernetz (AWGN).
3. ↑  Einzugsgebiet abgemessen auf dem Hintergrundlayer Topographische Karte.
4. ↑  Natur teilweise nach dem Layer Geschützte Biotope.
5. ↑  Dolinen nach dem Layer Geschützte Biotope.
6. ↑  Schutzgebiete nach den einschlägigen Layern.

### Andere Belege
1. ↑  Wolf-Dieter Sick: Geographische Landesaufnahme: Die naturräumlichen Einheiten auf Blatt 162 Rothenburg o. d. Tauber. Bundesanstalt für Landeskunde, Bad Godesberg 1962. → Online-Karte (PDF; 4,7 MB)
2. ↑  Geologie nach den Layern zu Geologische Karte 1:50.000 auf: Mapserver des Landesamtes für Geologie, Rohstoffe und Bergbau (LGRB) (Hinweise)
3. ↑  Geotopsteckbrief (PDF, 331 kByte) der Doline „Warmes Loch“ im Gewann Kammerberg auf dem Webserver des Landesamtes für Geologie, Rohstoffe und Bergbau (LGRB).